# Vytautas Kvietkauskas
Vytautas Kvietkauskas (ur. 27 stycznia 1952 w Kownie) – litewski dziennikarz i polityk, poseł na Sejm, eurodeputowany V kadencji.

## Życiorys
W 1974 ukończył studia z zakresu dziennikarstwa na Uniwersytecie Wileńskim. W latach 1973–1990 i 1992–1994 pracował w litewskim państwowym komitecie radiowo-telewizyjnym, przekształconym potem w Lietuvos Nacionalinis Radijas ir Televizija. Był korespondentem, wydawcą i redaktorem naczelnym programów informacyjnych (m.in. Panoramy). W okresie 1990–1992 zasiadał w Radzie Najwyższej Litewskiej SRR (przekształconej w Sejm).
Od lat 90. kierował litewskim komitetem paraolimpijskim. W 1994 założył stację telewizyjną Vilniaus televizija, pełnił funkcję jej dyrektora do 2000 (z przerwą w latach 1996–1997, kiedy to jako dyrektor generalny zarządzał Lietuvos Nacionalinis Radijas ir Televizija).
Od 1995 do 1997 był radnym miejskim Wilna z ramienia Litewskiej Demokratycznej Partii Pracy. Później dołączył do Nowego Związku, był członkiem władz tego ugrupowania. W wyborach parlamentarnych z 2000 z jego ramienia został wybrany do Sejmu. Pełnił funkcję obserwatora w Parlamencie Europejskim, a po akcesie Litwy do Unii Europejskiej formalnie od maja do lipca 2004 sprawował mandat eurodeputowanego V kadencji.
W 2004 przed końcem kadencji złożył mandat posła na Sejm i zrezygnował z członkostwa w partii w atmosferze afery korupcyjnej i po ujawnieniu potajemnie nagranych rozmów polityków z biznesmenami. Od 2005 do 2008 był dyrektorem Litewskiego Stowarzyszenia Samorządów, później zarządzał przedsiębiorstwem medialnym Balto Media. Powrócił następnie do pracy dziennikarskiej jako gospodarz programów radiowych w LRT Radijas.